# Prozorje
Prozorje je naselje u gradu Dugo Selo, u Zagrebačkoj županiji.
Smješteno je 1,5 km sjeverno od središta Dugog Sela na i podno sjeverne padine Martin Brega. 
Povijest Prozorja vezana je za povijest samog Dugog Sela. Do 1900. godine sjedište dugoselske župe Sv. Martina biskupa je bilo u Prozorju. Taj kraj se spominje još 1209. godine u povelji kralja Andrije II. Arpadovića. Kralj Andrija daruje zemlju svetog Martina viteškom redu-Templarima, odnosno Božjacima, kako su ih u ovom dijelu Hrvatske nazivali. 
Naselje se dijeli u četiri zaseoka:
- Graberje,
- Haleri (Luterovec),
- Herendići i
- Grgošići.

U naselju djeluje dobrovoljno vatrogasno društvo. 

## Stanovništvo
Po popisu stanovništva iz 2001. godine Prozorje je imalo 319 stanovnika. Prema popisu stanovništva iz 2001. godine Prozorje je imalo 103 domaćinstva.

Prema popisu stanovništva iz 2011. godine naselje je imalo 521 stanovnika.
Prozorje zadnjih godina postaje otkrivena mirna oaza za sve brojnije naseljenike.
| broj stanovnika | 221   | 247   | 287   | 319   | 407   | 391   | 356   | 396   | 342   | 306   | 295   | 254   | 251   | 223   | 319   | 521   | 433   |
|                 | 1857. | 1869. | 1880. | 1890. | 1900. | 1910. | 1921. | 1931. | 1948. | 1953. | 1961. | 1971. | 1981. | 1991. | 2001. | 2011. | 2021. |

## Znamenitosti
- Crkva sv. Martina, zaštićeno kulturno dobro